# 斯拉维扬卡
斯拉维扬卡（羅馬化：Slavyanka）是俄罗斯滨海边疆区城市。位于阿穆尔湾对侧，有铁路、公路及水路可以前往海参崴。

## 历史
斯拉维扬卡一帶原本有一個叫「土拉子」的村鎮。万历四十五年（1617年）正月，努尔哈赤派穆哈连带兵一千人，征服东海虎尔哈部民，基本上统一了东海女真。土拉子随着这片地区一起被纳入了后金的疆域之中。清朝入關之後繼承了對此地。1860年，中俄簽訂《北京條約》，此地隨外滿洲一起被割讓給了俄羅斯帝國。
1861年，俄羅斯在此地建立了一個據點，以当地发音命名為图拉穆（Туламу），試圖在這一帶站穩腳跟。1899年更名為斯拉夫哨站（пост Славянский），後建城，改為今名。